# Wazonkowcowate
Wazonkowcowate, wazonkowce, doniczkowce (Enchytraeidae) – rodzina małych i średniej wielkości pierścienic zaliczanych do skąposzczetów. Są szeroko rozprzestrzenione, szczególnie w strefach klimatu umiarkowanego. Znanych jest kilkaset gatunków występujących na lądzie oraz w przybrzeżnej strefie jezior i mórz. W faunie Polski odnotowano 94 gatunki, m.in. wazonkowiec biały (Enchytraeus albidus) i wazonkowiec czerwony (Lumbricillus lineatus).

## Wygląd
Wazonkowce mają silnie wydłużone i cienkie ciało, obłego lub lekko spłaszczonego kształtu, złożone z wielu segmentów. Budową przypominają dżdżownicowate, ale w porównaniu z nimi wazonkowce wykazują cechy bardziej pierwotne. Długość ciała najmniejszych gatunków wynosi około 1,5 mm. Największe dorastają do 40 mm. Długość ciała większości wazonkowców mieści się w przedziale 5–20 mm przy średnicy 0,7–1,5 mm. Ubarwienie jest zwykle białawe lub żółtawe, rzadziej czerwonawe lub zielonkawe. Na stronie brzusznej i grzbietowej występują szczecinki ułożone, po 2 lub więcej, w pęczki.

## Biologia i ekologia
Zasiedlają wierzchnie, próchnicze i mineralne warstwy gleby, ściółkę, kompost oraz powierzchniową warstwę dna zbiorników wody słodkiej, słonej i słonawej, zwłaszcza w strefie litoralu, oraz otoczenie zbiorników wodnych, w tym podmokłe, a nawet błotniste wybrzeża morskie. W ciekach wodnych są spotykane w litoralu i w nurcie. Niektóre gatunki przebywają pod korą próchniejących drzew. W przybrzeżnych lodowcach Alaski żyje Mesenchytraeus solifugus. Wazonkowce czasami występują bardzo licznie, w zagęszczeniach liczących do 200 000 osobników na 1 m².
Są ruchliwymi i aktywnymi zwierzętami. Żywią się głównie szczątkami organicznymi pochodzenia roślinnego i zwierzęcego oraz pobieranymi z substratem mikroorganizmami (bakterie i grzyby). Rozmnażają się najczęściej płciowo, rzadziej w drodze partenogenezy, a nieliczne przez fragmentację ciała i regenerację części powstałych po jego rozpadzie (architomia). Jaja umieszczane w kokonach, otoczone ochronną warstwą śluzu, rozwijają się przez kilka tygodni. Liczba jaj w kokonie wynosi od jednego do kilkudziesięciu – jest zależna od gatunku, warunków środowiska i wieku skąposzczeta.
Żyją około 9 miesięcy (maksymalnie 300 dni). 

## Znaczenie
Wazonkowcowate odgrywają w ekosystemie rolę podobną do dżdżownicowatych. Stanowią niezwykle ważny czynnik w procesie powstawania próchnicy.
W akwarystyce są wykorzystywane jako pokarm dla ryb akwariowych.

## Klasyfikacja
Wazonkowce są – po rurecznikowatych – najliczniejszą w gatunki i jednocześnie stosunkowo słabo poznaną rodziną skąposzczetów. Ponad 1000 gatunków opisano naukowo, z czego – w wyniku rewizji taksonomicznych – ponad 300 nazw uznano za synonimy. W zależności od autora liczba poprawnie opisanych gatunków określana jest od 650 do 740. Co roku opisywane są nowe gatunki. 
Do rodziny Enchytraeidae zalicza się około 40 rodzajów, m.in.:
- Achaeta
- Buchholzia
- Cognettia
- Enchytraeus
- Fridericia
- Lumbricillus
- Mesenchytraeus

Typem nomenklatorycznym rodziny jest Enchytraeus.